# كوريري ديلا سيرا
كوريري ديلا سيرا (بالإيطالية:Corriere della Sera) أو «مراسل المساء». هي صحيفة يومية إيطالية تطبع في ميلانو. وهي تميل في توجهاتها إلى الليبرالية ويمين الوسط. وتعتبر الأولى توزيعا على مستوى إيطاليا.
تعتبر من أقدم وأوائل الصحف الإيطالية، تأسست في 5 مارس 1876 من قبل أوجينيو توريللي فولير. وفي العقدين الثاني والثالث من القرن العشرين وتحت قيادة لويجيي ألبرتيني صارت الكوريري الصحيفة الأكثر قراءة في إيطاليا. منافسيها الرئيسيين هم لاستامبا الصادرة في تورينو ولاريبوبليكا الصادرة في روما.
مكاتب الصحيفة لا تزال في ذات المكان منذ بدايات القرن العشرين، وتطبع الصحيفة عادة في فترة المساء. عمل كصحفي في الصحيفة الروائي الإيطالي دينو بوتزاتي، إضافة لعدد من الكتاب والمثقفين الإيطاليين، ومنهم أوجينيو مونتالي، إيتالو كالفينو، بيير باولو باسوليني، أوريانا فالاتشي وإندرو مونتانيللي.

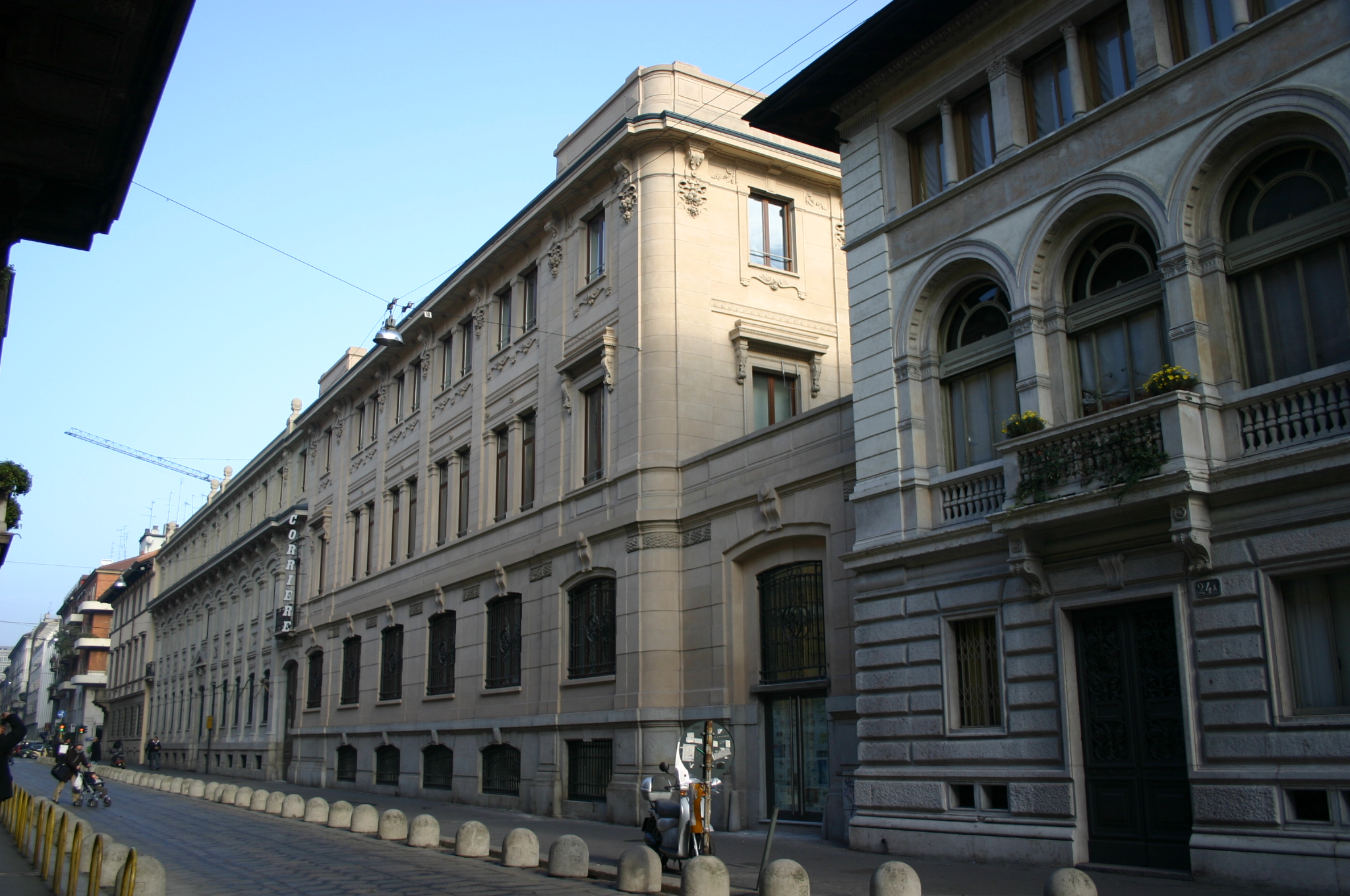
المقر الرئيسي للكوريري.

الصفحة الثالثة في الجريدة والتي كانت تخصص بالكامل في الثقافة والتقاليد الإيطالية احتوت على مقالة بعنوان "elzeviro" كتب بها مجموعة من أهم كتاب وشعراء وصحفيي البلاد.
في الستينيات صارت الصحيفة تابعة لمجموعة ريتسولي، وتم إدراجها في البورصة الإيطالية، وكان من حملة أسهمها ميديو بانكا، مجموعة فيات ومجموعة من الشركات الاستثمارية والصناعية في إيطاليا. إلا أن الصحيفة لم تؤيد مواقف ورؤى رئيس الوزراء الإيطالي سلفيو برلسكوني في عدة قضايا بينها حرب العراق.
في 1981 كانت قد تورطت الصحيفة في ما عرف بفضيحة «بي دوي» P2 الخاصة بلائحة ضمت أعضاء بالمحفل الماسوني الإيطالي السري، حيث ورد بها اسم رئيس تحريرها آنذاك فرانكو دي بيلا والمالك السابق أنجيلو ريتسولي.
في 8 مارس 2006 أعلن باولو ميللي رئيس تحرير الكوريري ديلا سيرا رسميا تأييده لتحالف يسار الوسط في الانتخابات العامة الإيطالية التي جرت يومي 9 و 10 أبريل.